# 1923년 캘빈 쿨리지 대통령 취임식
캘빈 쿨리지의 제30대 미국 대통령으로서의 첫 번째 취임식은 1923년 8월 3일 금요일, 전날 워런 G. 하딩 대통령의 서거에 따라 버몬트주 플리머스 노치의 쿨리지 홈스테드에서 거행되었다. 사전에 계획되지 않은 여섯 번째 비정기적 취임식인 이번 미국 대통령 취임식은 캘빈 쿨리지의 첫 임기(1923년 8월 3일부터 1925년 3월 4일까지의 부분 임기인 1년 213일)의 시작을 알렸다. 미국 대통령의 취임 선서는 버몬트주 공증인이자 치안 판사였던 그의 아버지 John Calvin Coolidge Sr.에 의해 집행되었다. 1923년 8월 21일 화요일, 쿨리지 대통령은 워싱턴 D.C. 윌러드 호텔에서 컬럼비아 특별구 법원의 Adolph A. Hoehling Jr. 판사 앞에서 다시 선서를 했다.

## 1923년 8월 2일~3일 자정
미국의 부통령 캘빈 쿨리지는 전기나 전화가 없는 버몬트주의 가족 소유지인 쿨리지 홈스테드를 방문 중이던 중 전령으로부터 하딩의 사망 소식을 들었다. 새로운 대통령으로서 쿨리지는 취임 선서를 하고 밖에 모인 기자들에게 인사할 의향을 밝혔다. 그는 2층 침실에서 옷을 갈아입고 기도를 한 후 아래층으로 내려왔다.

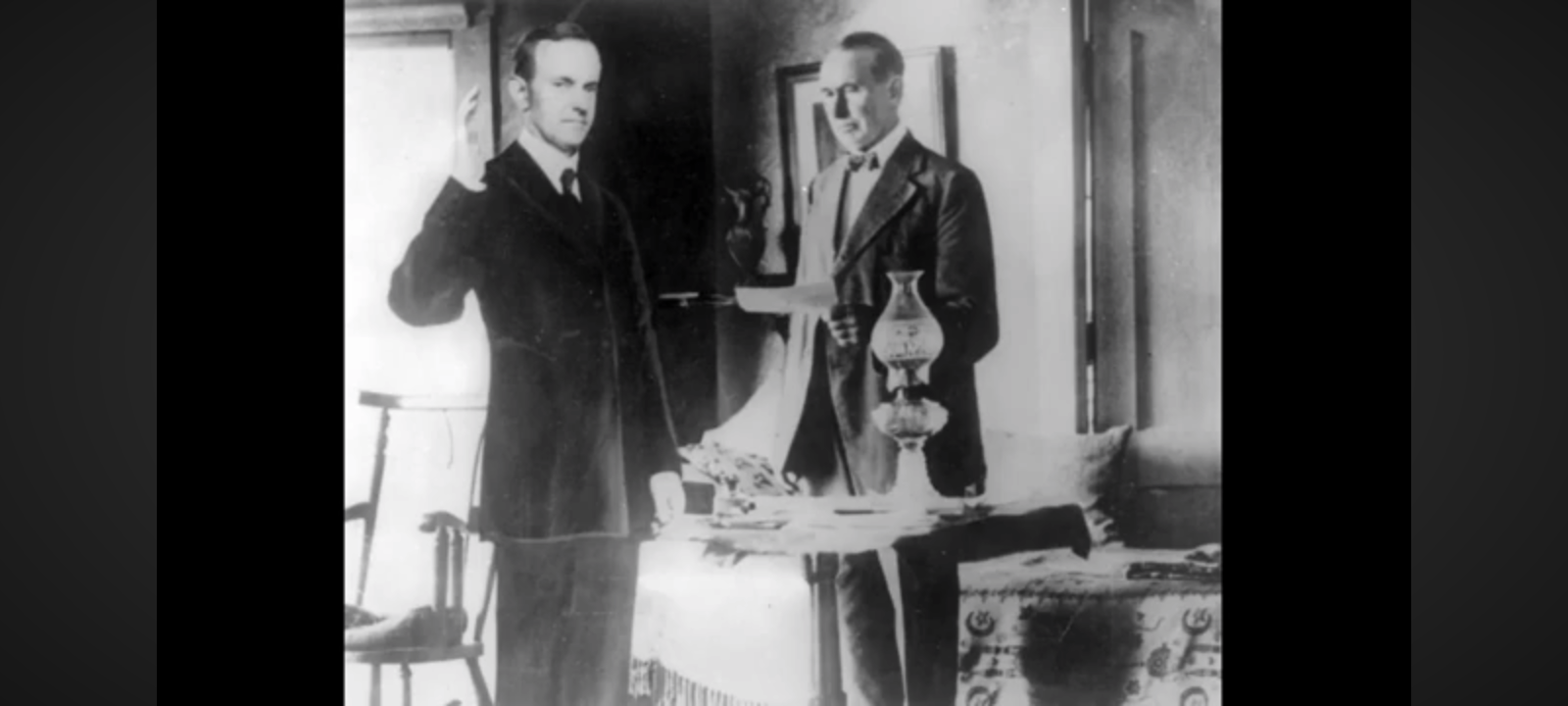
1923년 취임 선서를 하는 캘빈 쿨리지

쿨리지의 아내 그레이스 쿨리지와 미국 하원의원 Porter H. Dale을 포함한 소수의 참관인 앞에서 그의 아버지인 버몬트주 공증인이자 치안 판사인 John Calvin Coolidge Sr.가 취임 선서를 집행했다. 선서식은 1923년 8월 3일 오전 2시 47분, 존 쿨리지의 가족 응접실에서 등유 램프 불빛 아래 거행되었고, 쿨리지 대통령은 선서를 마친 후 다시 잠자리에 들었다.
데일은 하딩의 사망 소식을 들었을 때 미국 상원 선거 운동 중이었다. 그는 기자 조 파운틴, 스프링필드 American Legion 지부 사령관인 허버트 P. 톰슨, 노동 조합 관리인 L. L. 레인과 함께 존 쿨리지의 집으로 향했다. 데일은 캘빈 쿨리지가 하딩의 사망 소식을 확실히 알도록 하고, 그가 제공할 수 있는 어떤 도움이라도 주려 했다. 그 결과, 파운틴은 선서식에 참석한 유일한 기자였다. 대부분의 증언에 따르면, 대통령직의 연속성을 보장하기 위해 쿨리지가 즉시 취임 선서를 해야 한다고 끈질기게 제안한 사람은 데일이었다. 데일은 나중에 이 사건에 대한 기록을 잡지 기사로 발표했다. 다음날 아침 사진 촬영을 위해 취임식이 재현되었다. 쿨리지 주립공원이 현재 근처에 있다.
버몬트 지방법원의 미국 연방보안관인 Albert W. Harvey는 쿨리지가 선서한 지 약 3시간 후에 플리머스에 도착했다. 그는 쿨리지의 경호원 역할을 했으며, 보스턴에서 온 미국 비밀경호국 요원들이 워싱턴 D.C.로 돌아가는 그의 기차를 러틀랜드에서 따라잡은 후 그 임무를 인계받았다.

## 두 번째 선서
쿨리지는 다음 날 워싱턴으로 돌아왔고, 컬럼비아 특별구 법원의 Adolph A. Hoehling Jr. 판사가 1923년 8월 21일에 두 번째로 선서를 집행했다. 이는 주 공무원이 연방 대통령 선서를 집행할 권한이 있는지에 대한 의문이 있었기 때문이다. 미국 헌법은 대통령이 임기 시작 시 선서를 하도록 요구하지만, 선서를 집행할 사람이나 공무원을 명시하지는 않는다. 미국의 연방 대법원장이 선서를 집행하는 것이 전통이지만, 이는 헌법적 요구사항은 아니다. 1789년 4월 30일 조지 워싱턴이 선서할 당시에는 미국 연방 대법원이나 다른 연방 사법부 기관이 설립되지 않았다. 선서는 로버트 리빙스턴이라는 뉴욕주 사법 공무원에 의해 집행되었다.
호엘링은 1932년에 Harry M. Daugherty가 밝힌 두 번째 선서 사실을 확인하기 전까지 이를 비밀로 유지했다. 호엘링이 도허티의 이야기를 확인했을 때, 그는 당시 미국의 법무부 장관으로 재직 중이던 도허티가 윌러드 호텔에서 자신에게 선서를 집행해달라고 요청했다고 밝혔다. 호엘링에 따르면, 그는 도허티가 두 번째 선서식을 요청한 이유를 묻지 않았지만, 첫 번째 선서식이 주 공무원에 의해 집행되었기 때문에 그것이 유효한지(유효했다)에 대한 어떤 의심도 해결하기 위함이라고 추정했다.

## 같이 보기
- 캘빈 쿨리지 행정부
- 1925년 캘빈 쿨리지 대통령 취임식
- 쿨리지 홈스테드